# Ngaoui
Ngaoui est une commune du Cameroun située dans la région de l'Adamaoua et le département du Mbéré, à la frontière avec la République centrafricaine.

## Population
Lors du recensement de 2005, la commune comptait 24 196 habitants, dont 12 831 pour Ngaoui Ville.

## Structure administrative de la commune
Outre Ngaoui proprement dit, la commune comprend les villages suivants :
- Alhamdou
- Bafouck
- Bawaka
- Dackzer
- Diel
- Djabori
- Dole
- Garga Pella
- Gbago
- Lamou-Douyaka
- Mayo-Lebou
- Ngollo
- Sobba
- Tourake
- Wouro Adde
- Wondandere